# Verbascum thapsus
Verbascum thapsus, велики дивиз, већи дивиз или обични дивиз, је врста дивизма пореклом из Европе, северне Африке и Азије, а унета је у Америку и Аустралију. Дивиз је зељаста биљка из породице смокве са вунастим листовима и високим класовима жутих цветова, пореклом из Евроазије, али сада широко распрострањена и може се наћи у јужној Америци и северној Америци и Аустралији. Нарона имена у другим језицима су свећњак, краљева свећа ((хрв. svićnjak, kraljeva svića), медвеђе уво и мекани воловски реп (мађ. Molyhos ökörfarkkóró).
То је длакава двогодишња биљка која може нарасти до 2 m или више. Његови мали, жути цветови су густо груписани на високој стабљици, која расте из велике розете листова. Расте на разним стаништима, али преферира добро осветљена, мекана тла, где се може појавити убрзо након што земља добије светлост, од дуговечних семена које опстају у земљишту семена. То је уобичајена коровска биљка која се шири плодним стварањем семена, а постала је инвазивна у регионима умереног света. То је мањи проблем за већину пољопривредних култура, јер није конкурентна врста, не подноси сенку других биљака и не може да преживи обраду. Такође је домаћин многих инсеката, од којих неки могу бити штетни за друге биљке. Иако је појединачне биљке лако уклонити ручно, популацију је тешко трајно елиминисати.
Иако се обично користи у традиционалној медицини, од ове биљке се не праве никакви одобрени лекови. Коришћен је за прављење боја и бакљи.

## Опис
је двосупна биљка која производи розету листова у првој години раста.. Листови су велики, дужине до 50 цм. Биљке друге године обично дају једну неразгранату стабљику, обично високу 1-2 m. У источном делу свог подручја расејања, у Кини, међутим, наводи се да нарасте само до 1,5 m у висину. Високе стабљике налик на стубове завршавају се густим класом цвећа који може да заузме до половине дужине стабљике. Сви делови биљака су прекривени звездастим трихомима. Овај покривач је посебно дебео на листовима, дајући им сребрнаст изглед. Број хромозома врсте је 2n = 36.
На цветним биљкама листови су наизменично распоређени према стабљици. Оне су дебеле и падајуће, са много варијација у облику листова између горњих и доњих листова на стабљици, у распону од дугуљастих до копљастих, и достижу величине до 50 cm дужине и 14 cm у пречнику (19 in (48 cm) дужине и 5 in (13 cm) широке). Они постају мањи изнад стабљике, и слабије пада низ стабљику. Цветна стабљика је чврста и пречника 2–2,5 cm (скоро један инч), а повремено се грана тик испод цвасти, обично након оштећења. Након цветања и ослобађања семена, стабљика и плодови обично опстају зими, сушећи се у тамно браон, чврсте структуре густо збијених, јајоликих и сувих семенских капсула. Осушене стабљике могу опстати до следећег пролећа или чак следећег лета. Биљка производи плитки корен.
Цветови су петокрилни са (обично) пет прашника, петокраком чашичном цевчицом и вјенчићем са пет латица, који је јарко жут и широк 1,5–3 cm . Цветови су скоро седећи, са веома кратким педикама (2 mm, 0,08 ин). Пет прашника су две врсте, при чему су три горња прашника краћа, њихови влакни су прекривени жутим или беличастим длачицама и имају мање прашнике, док доња два прашника имају голе нити и веће прашнике.. биљка производи мале, јајолике (6 mm, 0,24 ин) капсуле које се отварају путем два вентила, а свака капсула садржи велики број ситних, смеђих семенки величине мање од 1 mm (0,04 ин), обележених уздужним гребенима . Форма са белим цветовима,  V. thapsus f. candicans, познато је да се дешава. Цветање траје до три месеца, од раног до касног лета (од јуна до августа у северној Европи), са цветањем које почиње на дну класа и напредује неправилно према горе, сваки цвет се отвара део дана, а само неколико се отвара истовремено око стабљике.

## Таксономија
За потребе ботаничке номенклатуре, Verbascum thapsus је први описао Карл фон Лине у својој студији Species Plantarum („Врсте биљака”) из 1753. године. Специфични епитет thapsus је први употребио Теофраст (као Θαψος, Thapsos)  за неодређену биљку из старогрчког насеља Тапсос, близу модерне Сиракузе, Сицилија, иако се често асимилира са древним туниским градом Тапсусом.
У то време није наведен ниједан типски примерак, јер је та пракса настала тек касније, у 19. веку. Када је одређен лектотип (тип одабран из оригиналног материјала), он је додељен примерку 242.1 Линејевог хербаријума, једином примерку В. тапсуса. Врста је претходно била означена као типска врста за Вербаскум. Европске биљке показују значајне фенотипске варијације, што је довело до тога да биљка добија много синонима током година. Уведене америчке популације показују много мање варијације.
Таксономија Вербаскума није подвргнута некој значајнијој ревизији од монографија Сванвеа Мурбека 1930-их, са изузетком рада Артура Хубер-Мората, који је користио неформално груписање у организовању рода за флоре Ирана и Турске како би објаснио многе средње врсте. Пошто Хубер-Моратове групе нису таксономске, Мурбеков третман је најактуелнији доступан, пошто ниједна студија још није покушала да широко примени генетске или молекуларне податке на род. У Мурбековој класификацији, В. тапсус је смештен у сектор подсектора Bothrospermae subsect. Фасикулата поред врста као што су Вербаскум нигрум (црни или тамни дивиз), Вербаскум ликнитис (бели дивиз) и Вербаскум синуатум (див са таласастим листовима). Како је Вербаскум тапсус типска врста рода, примена члана 22  ИЦНафп-а даје секцију Вербаскум субсекцију. Вербаскум је тачна номенклатура за ову класификацију.

### Подврсте и хибриди
| Име хибрида                | Остале родитељске врсте | Белешке                                               |
| -------------------------- | ----------------------- | ----------------------------------------------------- |
| V. × duernsteinense Teyber | V. speciosum            |                                                       |
| V. × godronii Boreau       | V. pulverulentum        |                                                       |
| V. × kerneri Fritsch       | V. phlomoides           |                                                       |
| V. × lemaitrei Boreau      | V. virgatum             |                                                       |
| V. × pterocaulon Franch.   | V. blattaria            |                                                       |
| V. × thapsi L.             | V. lychnitis            | syn. V. × spurium W.D.J.Koch, may be a nomen ambiguum |
| V. × semialbum Chaub.      | V. nigrum               |                                                       |
| нема                       | V. pyramidatum          |                                                       |

Три обично препознате подврсте су:
V. t. thapsus; врста, распрострањена.
V. t. crassifolium (Lam.) Мурб.; Медитеран и до 2000 метара у југозападној Аустрији.  (syn. subsp. montanum (Scrad.) Bonnier & Layens)
V. t. giganteum (Willk.) Nyman; Шпанија, ендем.
У свим подврстама осим типа, доњи прашници су такође длакави. У V. t. crassifolium, длакавост је мање густа и често изостаје на горњем делу прашника, док су доњи листови једва положени и имају дуже петељке. У V. t. giganteum,, длаке су густо беле томентозне, а доњи листови су снажно повучени. V. t. crassifolium се такође разликује од врсте по томе што има нешто веће цветове, ширине 15–30 mm, док су код типа пречника 12–20 mm. Оба V. t. giganteum и V. t. crassifolium су првобитно описане као врсте. Због своје морфолошке варијације, Verbascum thapsus је имао много описаних подврста. Недавна ревизија навела је њеног аутора да задржи V. t. giganteum, али да пребаци V. t. crassifolium у синонимију.
Биљка је такође родитељ неколико хибрида (види табелу). Од њих је најчешћи V. × semialbum Chaub. (× V. nigrum). Сви се јављају у Евроазији, и три, V. × kerneri Fritsch, V. × pterocaulon Franch. and V. × thapsi L. (syn. V. × spurium W.D.J.Koch), такође су пријављени у Северној Америци.

### Уобичајена имена
Verbascum thapsus је познат по разним именима. Европске референтне књиге га називају „великим дивизом“. In North America, "common mullein" is used У Северној Америци се користи „обични дивиз“ док становници западних Сједињених Држава обично називају дивиз „каубојски тоалет папир“.
У 19. веку је имао преко 40 различитих уобичајених имена само на енглеском. Неки од хировитијих укључивали су „фитиљ за свећу”, „индијска трава”, „биков плућњак”, „Адамсова батина,” „зечја брада” и „ледени лист”. Народни називи укључују безброј референци на длакавост биљке: „вунасти дивиз“, „сомотски дивиз“ или „прекривач дивизма“, „просјачко ћебе“, „Мојсијево ћебе“, „ћебе за сиромаха“, „ Госпино ћебе“, или „старчево ћебе“, и „филца“ и тако даље („фланел“ је још једно уобичајено генеричко име). Сам „мулен“ потиче од француске речи за „меко“.
Нека имена се односе на величину и облик биљке: „пастирски прут“ или „штап“, „Аронов штап“ (име које дели са бројним другим биљкама са високим, жутим цвастима), и мноштво других штапова. Забележен је и назив „велветно зеље“ или „муленско зеље“, где је „зеље“ британски назив који се примењује на било коју биљку широког лишћа.

## Распрострањеност и станиште
Verbascum thapsus има широку аутохтону област укључујући Европу, северну Африку и Азију, од Азора и Канарских острва на истоку до западне Кине, северно до Британских острва, Скандинавије и Сибира и јужно до Хималаја.  У северној Европи расте од нивоа мора до 1,850 m надморске висине, док у Кини расте на 1,400–3,200 m надморске висине.
Раширио се широм света са умереним климатским условима, а као коров је успостављен у Аустралији, Новом Зеланду, тропској Азији, Ла Реуниону, Северној Америци, Хавајима, Чилеу, Хиспањоли и Аргентини.Такође је пријављено да га има и у Јапану.
У Сједињене Државе је увезен веома рано у 18.|group=note}} веку и култивисан због својих лековитих и писцицидних својстава. До 1818. године, почела је да се шири толико да је Амос Еатон мислио да је то аутохтона биљка. Године 1839. већ је пријављена у Мичигену, а 1876. у Калифорнији. Сада се уобичајено налази у свим државама. У Канади је најчешћа у поморским провинцијама и јужном Квебеку, Онтарију и Британској Колумбији, са раштрканим популацијама између.
Дивизам најчешће расте као колониста голог и поремећеног земљишта, обично на песковитом или кредастом. Најбоље успева на сувим, песковитим или шљунковитим земљиштима, иако може да расте на разним стаништима, укључујући обале, ливаде, путеве, шумске чистине и пашњаке. Ова способност раста у широком спектру станишта је повезана са јаким фенотипским варијацијама, а не са капацитетима прилагођавања.

## Екологија
Велики дивиз је двогодишња биљка и генерално захтева зимско мировање пре него што цвета. Ово мировање је повезано са разградњом скроба која се активира ниским температурама у корену, а примена гиберелина заобилази овај захтев. Семе клија скоро искључиво у голој земљи, на температурама између 10 и 40 °C. Иако могу да клијају у потпуном мраку ако су присутни одговарајући услови (тестови дају 35% клијавости у идеалним условима), у дивљини, у пракси то раде само када су изложени светлости или веома близу површине тла, што објашњава преференције станишта биљке. Иако може да расте и у областима где већ постоји нека вегетација, раст розета на голом тлу је четири до седам пута бржи.
Семе клија у пролеће и лето. Оне које клијају у јесен дају биљке које презимљују ако су довољно велике, док розете пречника мање од 15 cm (6 ин) умиру зими. Након цветања, цела биљка обично угине на крају своје друге године, али неким јединкама, посебно у северним деловима подручја, потребан је дужи период раста и цветају у трећој години. У бољим условима узгоја, неке јединке цветају у првој години. Утврђено је да трогодишње јединке дају мање семена од двогодишњих и једногодишњих. Док су година цветања и величина повезане са животном средином, чини се да је већина других карактеристика генетска.
Дати цвет је отворен само један дан, отвара се пре зоре и затвара после подне. Цветови су самооплодни и протогини (са женским деловима који први сазревају), и самоопрашиће се ако их током дана нису опрашили инсекти. Док многи инсекти посећују цвеће, само неке пчеле заправо опрашују. Период цветања V. thapsus траје од јуна до августа у већем делу свог распрострањења, протежући се до септембра или октобра у топлијим климама. Посетиоци укључују халиктидне пчеле и мухе лебделице. Длака на доњим прашницима може послужити као упориште за посетиоце.
Семе задржава своју клијавост деценијама, до 100 година, према неким студијама. Због тога, и зато што је биљка изузетно плодан семенски носилац (свака биљка производи стотине капсула, од којих свака садржи до 700 семена, са укупно до 180.000 или 240.000 семена ), остаје у земљишту семена током дужег временског периода, и може никнути из очигледно голог тла,  или убрзо након шумских пожара дуго након што су претходне биљке умрле. Његов популацијски образац се обично састоји од ефемерне одрасле популације праћене дугим периодом мировања као семена. Велики дивиз се ретко успоставља на новим основама без људске интервенције јер се његово семе не распршује далеко. Дисперзија семена захтева да се стабљика помера ветром или кретањем животиња; 75% семена пада на 1 m од матичне биљке, а 93% на 5 m.
Мегахилидне пчеле из рода Anthidium користе длаку (између длака разних вунастих биљака) за прављење гнезда. Семе је генерално премало да би се птице могле хранити, иако се извештава да их амерички чешљугар конзумира. Извештава се да друге врсте птица конзумирају лишће (хавајска гуска) или цвеће (палила),  или да користе биљку као извор за тражење инсеката (белоглави детлић). Поред тога, јелени и лосови једу лишће.

## Пољопривредни утицаји и контрола
Пошто не може да се такмичи са развијеним биљкама, дивиз се више не сматра озбиљним пољопривредним коровом и лако се истискује у узгоју, осим у областима где је вегетација ретка за почетак, као што су калифорнијске полупустињске области у источној Сијера Невади У САД-у. У таквим еколошким контекстима истискује домаће биље и траве, његова тенденција да се појави након шумских пожара такође ремети нормалну еколошку сукцесију. Иако не представља пољопривредну претњу, његово присуство може бити веома тешко искоренити и посебно је проблематично на пашњацима који се превише испаше. Врста је законски наведена као штетни коров у америчкој држави Колорадо (класа Ц) и Хавајима, и аустралијској држави Викторији (регионално забрањена у региону Западног Гипсленда, а регионално контролисана у неколико других).[
Иако сам по себи није пољопривредни коров, он је домаћин бројних инсеката и болести, укључујући и штеточине и корисне инсекте. Такође је потенцијални резервоар вируса мозаика краставца, Erysiphum cichoraceum (пепелница тиквице) и тексашке трулежи корена. Студија је открила да Verbascum thapsus угошћује инсекте из 29 различитих породица. Већина пронађених штеточина били су западни цветни трипси (Frankliniella occidentalis), врсте Лигус као што је затамњела биљна буба (L. lineolaris) и разне паукове гриње из породице Tetranychidae. Ово чини биљку потенцијалним резервоаром за презимљавање штеточина.
Други инсекти који се обично налазе на дивизму хране се искључиво врстама Verbascum уопште или Verbascum thapsus посебно. Ту спадају дивизов трипс (Haplothrips verbasci),  Gymnaetron tetrum (чија ларва прождире семе) и ноћни лептир (Cucullia verbasci). Корисне инсекте такође угошћује велики дивиз, укључујући предаторске гриње из родова Galendromus, Typhlodromus и Amblyseius, сићушну гусарску бубу Orius tristicolor, и дивизу (Campylomma verbasci). Способност биљке да угости и штеточине и благотворне чини је потенцијално корисним за одржавање стабилних популација инсеката који се користе за биолошку контролу у другим културама, као што су Campylomma verbasci и Dicyphus hesperus (Miridae), предатор беле мушице. Одређени број врста штеточина Лепидоптера, укључујући бушилицу (Papaipema nebris)) и сиву длаку (Strymon melinus), такође користе Verbascum thapsus као биљку домаћина.
Контролу биљке, по жељи, најбоље је управљати механичким средствима, као што су ручно вучење и окопавање, а пожељно је да следи сетва аутохтоних биљака. Животиње га ретко пасу због иритантних длака, а течни хербициди захтевају тензиде да би били ефикасни, јер длака изазива откотрљање воде са биљке, слично као ефекат лотоса. Спаљивање је на крају неефикасно, јер само ствара нове голе површине које саднице могу заузети. G. tetrum and Cucullia verbasci обично имају мали утицај на популацију V. thapsus у целини. Козе и кокошке су такође предложене за контролу дивизма. Ефикасни (када се користе са сурфактантом) контактни хербициди укључују глифосат, триклопир и сулфурометурон-метил. Приземни хербициди, попут тебутиурона, такође су ефикасни, али резултирају голом земљом – идеалним условима за узгој више дивизма – и стога захтевају поновљено примену да би се спречио поновни раст.

## Употреба

### Фитохемикалије
Фитокемикалије у цветовима и листовима В. тапсуса укључују сапонине, полисахариде, слуз, флавоноиде, танине, иридоидне и лигнинске гликозиде и етерична уља. Листови биљке, поред семена, садрже ротенон, иако су количине непознате.

### Традиционална медицина
Иако се дуго користи у биљној медицини, од његових компоненти се не производе лекови. Диоскорид је први пут препоручио биљку пре 2000 година, сматрајући је корисном као народни лек за плућне болести. Лишће је пушено у покушају да се лече плућна обољења, традиција која се у Америци брзо пренела на индијанске народе.  Народ Зуни, међутим, користи биљку у облогама од корена у праху који се ставља на ране, осип и кожне инфекције. Инфузија корена се такође користи за лечење атлетског стопала. Сви препарати који се пију морају се фино филтрирати да би се уклониле иритирајуће длачице.
Уље из цветова користило се против катара, грчева, болова у ушима, промрзлина, екцема и других спољашњих стања. Локална примена различитих препарата на бази В. тапсус препоручена је за лечење брадавица, чирева, карбунула, хемороида и прехладе, између осталог. Једињења глициризина са бактерицидним дејством ин витро су изолована из цветова. Немачка комисија Е описује употребу биљке за респираторне инфекције. Такође је био део медицинског „Националног формулара” у Сједињеним Државама и Уједињеном Краљевству.
Биљка је коришћена у покушају да се лечи прехлада, сапи, опекотине од сунца и друге иритације коже.

### Друге употребе
Говорило се да су римски војници умочили стабљике биљке у маст да би их користили као бакље. Друге културе користе лишће као фитиљ. Индијанци и амерички колонисти обложили су своје ципеле листовима биљке да би се заштитили од хладноће.
Дивизам се може узгајати као украсна биљка. Што се тиче многих биљака, (Плиније Старији је то описао у својој Натуралис Хисториа), велики дивиз је био повезан са вештицама, иако је однос остао генерално двосмислен, а такође се широко сматрало да биљка одбија клетве и зли духови.  Семе садржи неколико једињења (сапонине, гликозиде, кумарин, ротенон) која су токсична за рибе, и широко се користе као писцициди за риболов.
Због своје закоровљености, биљка се, за разлику од других врста из рода (као што је Verbascum phoeniceum), не гаји често.

## Белешке
1. ↑  Такође су иу подврстама сви длакави V. crassifolium and V. giganteum.
2. ↑  They are all hairy in subspecies V. crassifolium and V. giganteum.
3. ↑  The lectotypification is usually attributed to Arthur Huber-Morath (1971) Меморандуми Швајцарског друштва за природна истраживања“ 87:43. Неки се не слажу с обзиром да Хубер-Морат није посебно цитирао лист 242.1, а уместо тога кредитирао Л. Х. Крамер, in Dassanayake & Fosberg (1981) Ревидирани приручник о флори Цејлона 3:389.[17]
4. ↑  Еатон је отишао толико далеко да је написао: „Када су ботаничари толико занесени дивљим спекулацијама, да нам кажу да је дивиз уведен, дају нашим најмлађим ученицима прилику да се подсмевају својим учитељима."
5. ↑  У књизи 25, Плиније описује „две главне врсте verbascum−а" које су V. thapsus и V. sinuatum. Прецизна атрибуција треће врсте је нејасна.[82]